# Cotton Factory Club
El Cotton Factory Club fou un club etíop de futbol de la ciutat de Dire Dawa. Va ser dissolt l'any 2000.

## Palmarès
- Lliga etíop de futbol: [3]
  - 1960, 1962, 1963, 1965, 1983